# رقص کثیف ۲
رقص کثیف: شب‌های هاوانا (به انگلیسی: Dirty Dancing: Havana Nights) یا رقص کثیف ۲ یک فیلم رقص، موزیکال و عاشقانه آمریکایی محصول سال ۲۰۰۴ به کارگردانی گای فرلند است. در این فیلم بازیگرانی همچون رامالا گری، دیه‌گو لونا، سلا وارد، جان اسلتری، میکا بورم، جاناتان جکسون، رنه لاوان، پاتریک سوویزی، جنیوری جونز، میا هریسون، آنجلیکا آراگون ایفای نقش کرده‌اند.
این فیلم پیش‌درآمدی مستقل از فیلم پرفروش «رقص کثیف» محصول ۱۹۸۷ است و به عنوان دومین فیلم بلند در این مجموعه فیلم با همین نام شناخته می‌شود. در حالی که فیلم از ساختار داستانی مشابهی پیروی می‌کند، داستان در کوبا و در طول انقلاب کوبا اتفاق می‌افتد. پاتریک سوایزی، ستاره فیلم اصلی، در نقش یک مربی رقص ظاهر می‌شود.

## داستان
در سال ۱۹۵۸، کیتی میلر همراه با پدر، مادر و خواهر کوچک‌ترش، سوزی، در بحبوحهٔ انقلاب کوبا به این کشور می‌آیند. کیتی که خودش را اهل کتاب می‌داند، از اینکه باید در سال آخر دبیرستانش به کشور دیگری نقل‌مکان کند خوشحال نیست؛ چرا که قصد داشت به کالج رادکلیف برود. با این حال، سایر اعضای خانواده‌اش از حضور در کوبا بسیار خوشنودند.
کیتی در کنار استخر با چند نوجوان آمریکایی ثروتمند آشنا می‌شود، از جمله جیمز فلپس، پسر رئیس پدرش. وقتی یکی از آن‌ها به گارسون محلی توهین می‌کند—گارسونی به نام خاویر که در هتل برای تأمین هزینه‌های خانواده‌اش کار می‌کند—کیتی دلخور می‌شود. این ماجرا پس از آن رخ می‌دهد که کیتی به‌طور تصادفی به گارسون می‌خورد و نوشیدنی‌ها روی زمین می‌ریزد. کیتی که احساس گناه می‌کند، تلاش می‌کند با خاویر صحبت کند، اما او تمایلی نشان نمی‌دهد.
کیتی فیلمی از رقصیدن پدر و مادرش را می‌بیند و آرزو می‌کند کاش مانند آن‌ها می‌توانست برقصد. او کمی با پدرش تمرین می‌کند. روز بعد در کلاس، کیتی از روی بخش عاشقانه‌ای از اودیسه می‌خواند. پس از کلاس، جیمز او را به مهمانی‌ای در کلوب کشور دعوت می‌کند و کیتی می‌پذیرد.
در مسیر بازگشت به خانه، کیتی خاویر را می‌بیند که با موسیقی خیابانی می‌رقصد. خاویر پیشنهاد می‌دهد او را تا خانه همراهی کند. در میانهٔ راه، کنار یک گروه موسیقی خیابانی توقف می‌کنند، اما پلیس می‌رسد، خاویر را متوقف می‌کند و کیتی فرار می‌کند.
روز بعد، کیتی برخی از حرکات رقصی را که دیده بود تمرین می‌کند. خاویر او را می‌بیند و از او دعوت می‌کند تا شنبه شب به دیدن رقصندگان واقعی بیاید، اما کیتی می‌گوید که قرار است به مهمانی کلوب کشور برود. خاویر ناراحت می‌شود و آنجا را ترک می‌کند. کیتی برای مهمانی از یکی از لباس‌های خدمتکارش استفاده می‌کند و جیمز را تحت تأثیر قرار می‌دهد. سپس او را متقاعد می‌کند تا به کلوب کوبایی «لا روزا نگرا» (رز سیاه) بروند، جایی که خاویر با زنان در حال رقصیدن است.
خاویر با کیتی می‌رقصد و در همین حال جیمز در کنار بار نشسته است. اندکی بعد، برادر خاویر، کارلوس، سراغ جیمز می‌آید و به او می‌گوید که آمریکایی‌ها بالاخره از کوبا بیرون انداخته خواهند شد. خاویر مداخله می‌کند و با برادرش بحث می‌کند. جیمز کیتی را به سوی ماشین می‌برد و پس از اینکه کیتی حاضر به بوسیدن او نمی‌شود، به او حمله می‌کند. کیتی او را سیلی می‌زند و به داخل کلوب می‌گریزد. خاویر موافقت می‌کند که او را تا خانه همراهی کند.
روز بعد، کیتی از کنار یک کلاس رقص عبور می‌کند. مربی از حاضران می‌پرسد آیا کسی علاقه‌مند به شرکت در مسابقهٔ بزرگ رقص هست، و کمی با کیتی می‌رقصد. کیتی یک اعلامیهٔ مسابقه را با خود برمی‌دارد.
در مسیر رفتن به استخر، جیمز از کیتی عذرخواهی می‌کند و می‌گوید که سوزی خاویر را با او دیده و باعث شده اخراج شود. کیتی با سوزی مشاجره می‌کند و به دنبال خاویر می‌رود. خاویر اکنون در یک کارگاه اوراق خودرو همراه با کارلوس کار می‌کند. کیتی از او می‌خواهد که در مسابقهٔ رقص با او شرکت کند، اما خاویر رد می‌کند. در همین حین، مشخص می‌شود که کارلوس با انقلابی‌ها همکاری می‌کند.
روز بعد، خاویر به مدرسهٔ کیتی می‌آید و می‌پذیرد که در مسابقه شرکت کند. آن‌ها تمرین رقص را آغاز می‌کنند و خاویر به او یاد می‌دهد که موسیقی را «احساس» کند. آن‌ها به‌طور مداوم تمرین می‌کنند و کیتی همچنین با مربی رقص نیز تمرین دارد، تا اینکه شب مسابقه فرا می‌رسد. کیتی و خاویر در میان سایر زوج‌ها می‌رقصند و به دور بعدی راه می‌یابند.
پدر و مادر کیتی با رابطهٔ او و خاویر مخالف‌اند، اما او با آن‌ها آشتی می‌کند. در شب فینال مسابقه، خاویر هنگام رقص با کیتی متوجه حضور کارلوس و چند انقلابی مبدل به خدمتکار می‌شود. پلیس به‌زودی برای دستگیری آن‌ها اقدام می‌کند. مسابقه نیمه‌کاره می‌ماند، همه از کلوب فرار می‌کنند و خاویر موفق می‌شود برادرش را نجات دهد. او و کارلوس دربارهٔ دلتنگی‌شان برای پدرشان صحبت می‌کنند و سپس می‌شنوند که فولخنسیو باتیستا از کشور گریخته و به جمع جشن‌گیرندگان می‌پیوندند.
مدتی بعد، خاویر به هتل می‌آید و کیتی را پیدا می‌کند. او را به ساحل می‌برد و آن‌ها با یکدیگر رابطهٔ عاشقانه برقرار می‌کنند. روز بعد، والدین کیتی به او اطلاع می‌دهند که قرار است کوبا را ترک کنند و او فقط یک شب دیگر با خاویر فرصت دارد. آن‌ها به همان کلوب کوبایی می‌روند که نخستین‌بار با هم رقصیده بودند. آن شب، زمین رقص برایشان خالی می‌شود و آن‌ها به‌عنوان پادشاه و ملکهٔ رقص معرفی می‌شوند. خانوادهٔ کیتی نیز آنجا حضور دارند و کیتی روایت می‌کند که نمی‌داند کی دوباره خاویر را خواهد دید، اما مطمئن است که این آخرین رقصشان نخواهد بود.

## بازخوردها
- در وب‌سایت جمع‌آوری نقد و بررسی راتن تومیتوز، براساس رای ۱۰۷ نقد منتقدان دارای میانگین امتیاز ۴٫۳ از ۱۰ است.[۳] نظر کلی این وب‌سایت این است: «بازسازی بی‌مزه و غیرضروری.»
- در متاکریتیک که از میانگین وزنی استفاده می‌کند، بر اساس نظر ۳۲ منتقد، امتیاز ۳۹ از ۱۰۰ را به این فیلم اختصاص داده است که نشان‌دهنده نقدهای «به طور کلی نامطلوب» است.[۴]